# Höfen (Dombühl)
Höfen ([ˈhøːfn̩] ) ist ein Gemeindeteil des Marktes Dombühl im Landkreis Ansbach (Mittelfranken, Bayern). Höfen liegt in der Gemarkung Dombühl.

## Geografie
Der Weiler liegt in der Sulzachebene am Westufer des Rödenweiler Mühlbachs, der ein rechter Zufluss der Sulzach ist. Im Westen befindet sich der Thierachingberg (521 m ü. NHN), der eine Erhebung der Sulzachrandhöhen ist, die Teil der Frankenhöhe sind. Eine Gemeindeverbindungsstraße führt zu einer Gemeindeverbindungsstraße bei Binsenweiler (0,7 km südöstlich) bzw. zu einer Gemeindeverbindungsstraße (0,7 km westlich), die nach Archshofen zur Kreisstraße AN 36 (2,4 km südöstlich) bzw. über den Auhof nach Dombühl verläuft (1,8 km nördlich).

## Geschichte
Höfen lag im Fraischbezirk des ansbachischen Oberamtes Feuchtwangen. 1732 bestand der Ort aus 2 Halbhöfen, über die das Klosterverwalteramt Sulz die Grundherrschaft ausübte. An diesen Verhältnissen änderte sich bis zum Ende des Alten Reiches nichts. Von 1797 bis 1808 unterstand der Ort dem Justiz- und Kammeramt Feuchtwangen.
Mit dem Gemeindeedikt (frühes 19. Jahrhundert) wurde Höfen dem Steuerdistrikt und der Ruralgemeinde Dombühl zugeordnet.

## Einwohnerentwicklung
| Jahr      | 001818 | 001840 | 001861 | 001871 | 001885 | 001900 | 001925 | 001950 | 001961 | 001970 | 001987 |
| Einwohner | 10     | 24     | 21     | 28     | 35     | 26     | 31     | 21     | 25     | 15     | 10     |
| Häuser    | 4      | 4      |        |        | 4      | 4      | 4      | 3      | 3      |        | 3      |
| Quelle    | [ 10 ] | [ 11 ] | [ 12 ] | [ 13 ] | [ 14 ] | [ 15 ] | [ 16 ] | [ 17 ] | [ 18 ] | [ 19 ] | [ 1 ]  |

## Religion
Der Ort ist seit der Reformation evangelisch-lutherisch geprägt und bis heute nach St. Maria (Kloster Sulz) gepfarrt. Die Einwohner römisch-katholischer Konfession sind nach Kreuzerhöhung (Schillingsfürst) gepfarrt.